# Champagné-Saint-Hilaire
Champagné-Saint-Hilaire település Franciaországban, Vienne megyében. Lakosainak száma 994 fő (2022. január 1.). Champagné-Saint-Hilaire Anché, La Ferrière-Airoux, Magné, Marnay, Romagne, Sommières-du-Clain és Valence-en-Poitou községekkel határos.

## Népesség
A település népességének változása:
| Lakosok száma | 983  | 1006 | 1043 | 1010 | 1002 | 995  | 992  | 991  | 994  |
|               | 2013 | 2015 | 2016 | 2017 | 2018 | 2019 | 2020 | 2021 | 2022 |